# Proteuxoa capularis
Proteuxoa capularis är en fjärilsart som beskrevs av Achille Guenée 1852. Proteuxoa capularis ingår i släktet Proteuxoa och familjen nattflyn. Inga underarter finns listade i Catalogue of Life.

## Bildgalleri

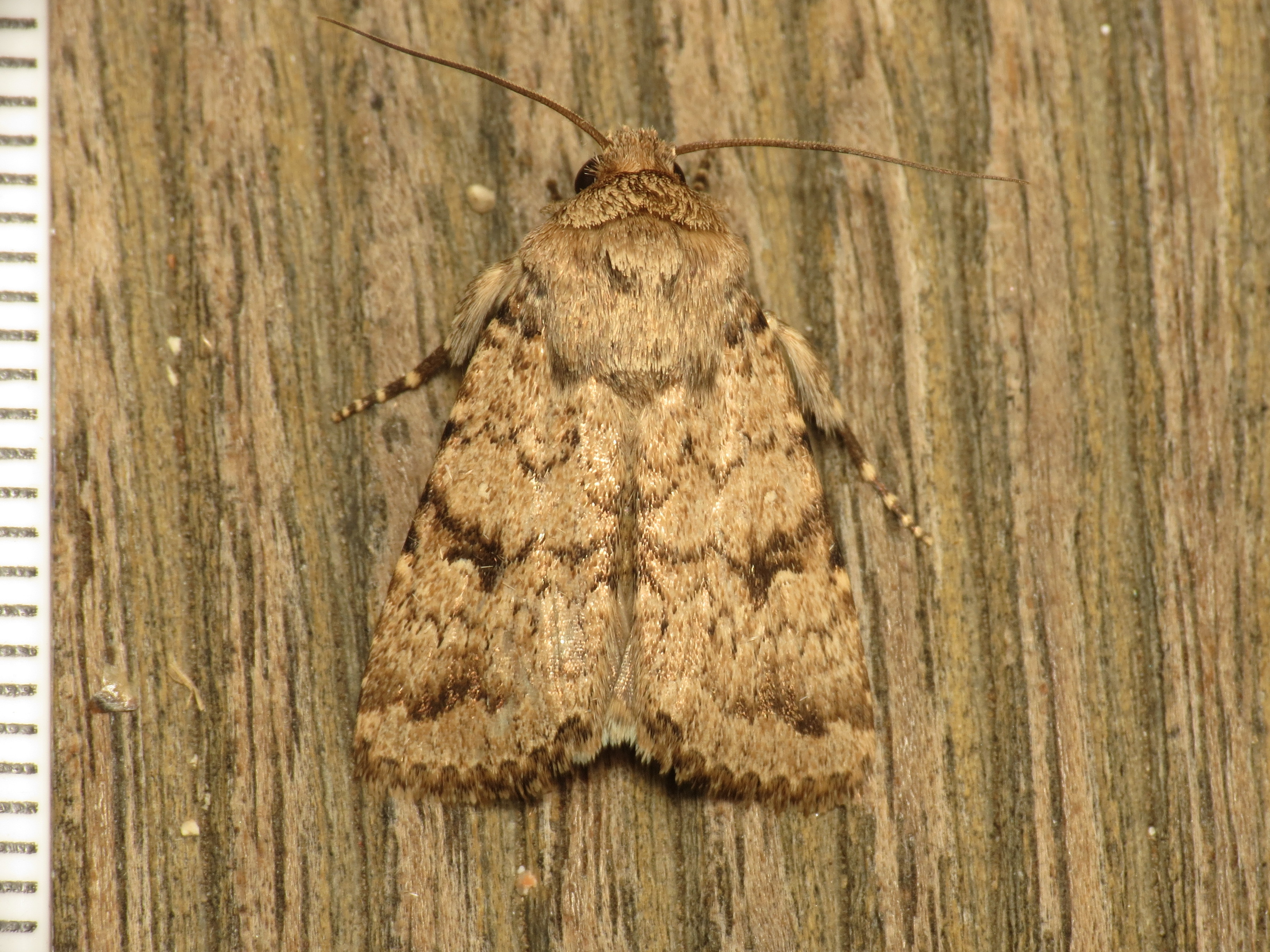
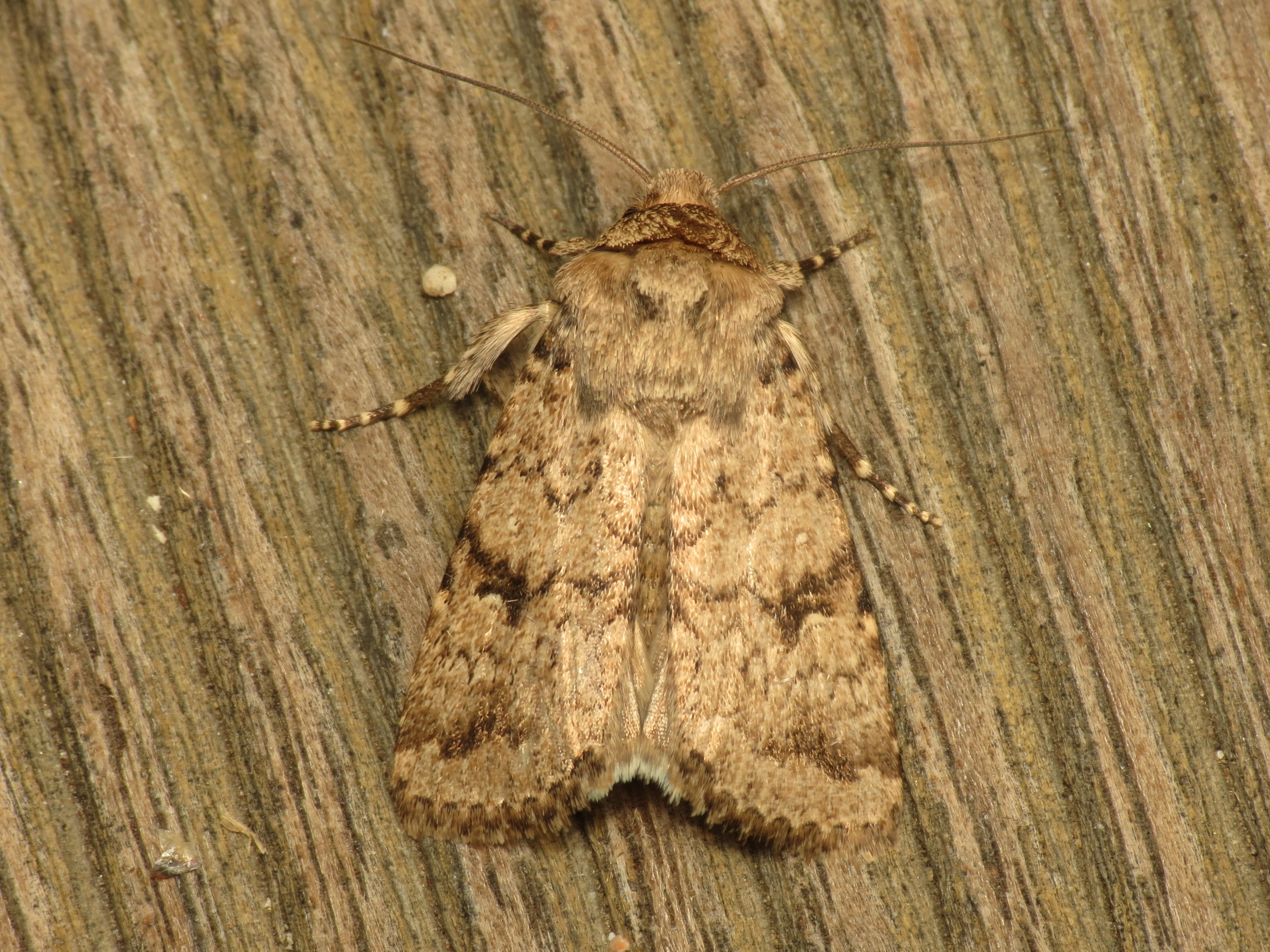
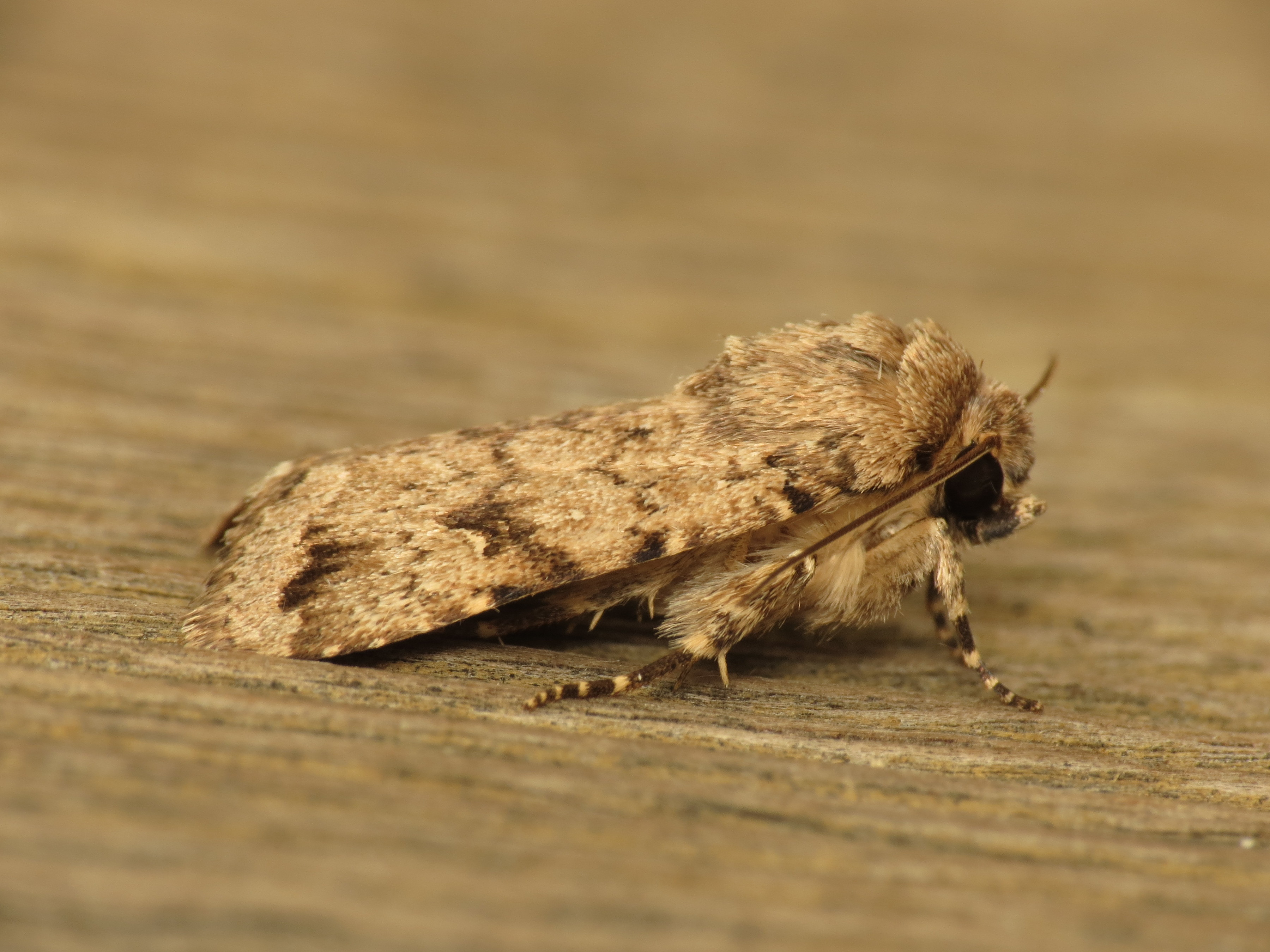
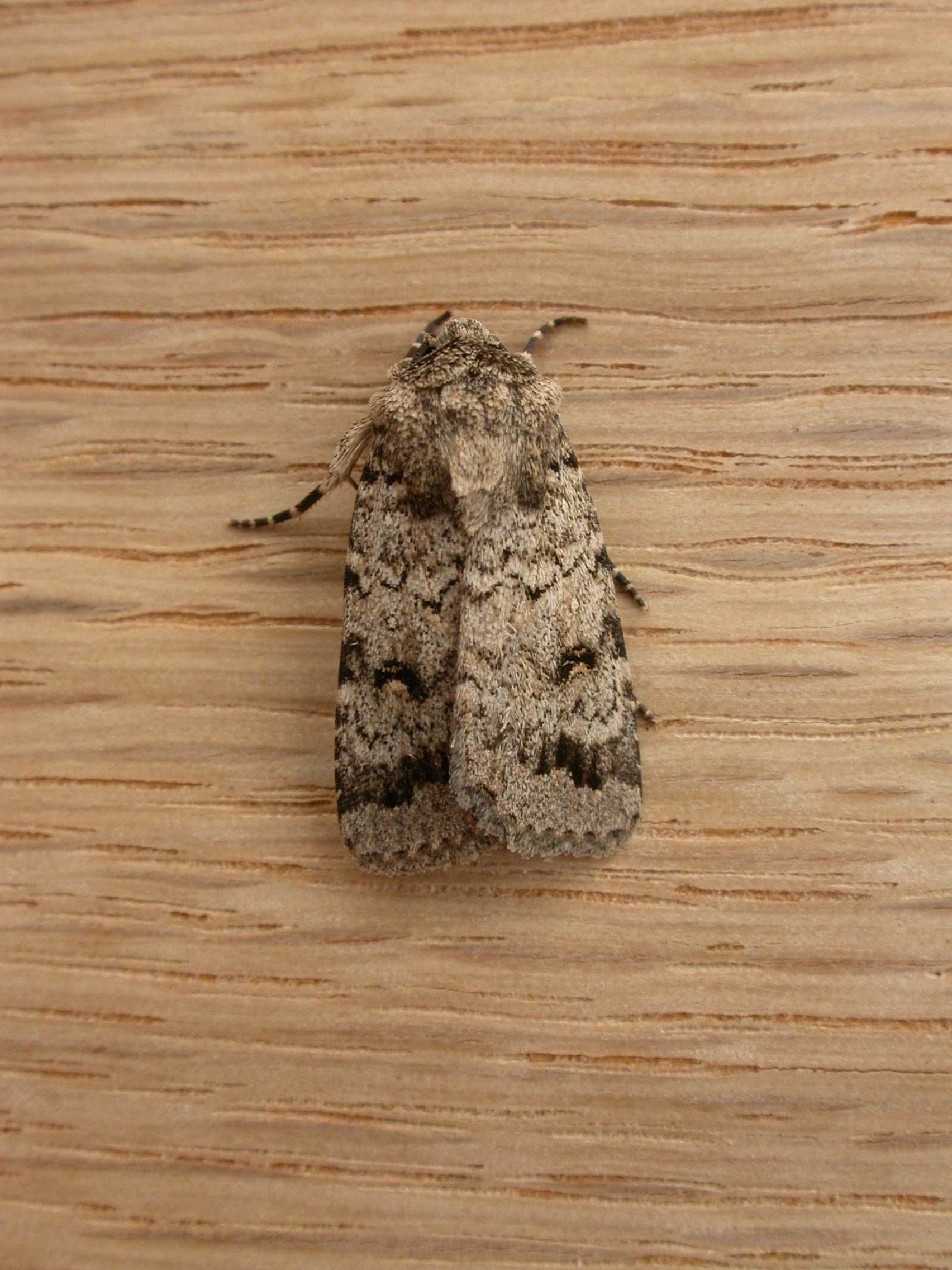